# Lusia
Lusia là một đô thị ở tỉnh Rovigo ở vùng Veneto của Ý, có khoảng cách khoảng 60 km về phía tây nam của Venezia và khoảng 10 km về phía tây bắc của Rovigo. Tại thời điểm ngày 31 tháng 12 năm 2004, đô thị này có dân số 3.623 người và diện tích là 17,7 km².
Đô thị Lusia có các frazioni (các đơn vị cấp dưới, chủ yếu là các làng) Alberone, Arzaron, Bornio, Ca'Morosini, Cavazzana, Ceresolo-Santa Lucia, Contra' Nova, Garzare, Giare, Marasso, Pioppello, và Saline.
Lusia giáp các đô thị: Barbona, Lendinara, Rovigo, Sant'Urbano, Villanova del Ghebbo.